# Parides eurimedes
Parides eurimedes là một loài bướm thuộc họ Papilionidae. Chúng thường được biết với tên gọi trong tiếng Anh là Mylotes Cattleheart, Pink-checked Cattleheart, và True Cattleheart. Đây là loài bản địa châu Mỹ.

## Phụ loài

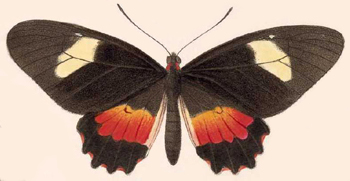
female P. e. mycale

- Parides eurimedes eurimedes (Stoll, 1782) (bắc Colombia và nam Venezuela)[1]
- Parides eurimedes agathokles (Kollar, 1850) (Colombia)[1]
- Parides eurimedes antheas (Rothschild & Jordan, 1906) (Colombia)[1]
- Parides eurimedes arriphus (Boisduval, 1836) (miền trung Colombia)[1]
- Parides eurimedes emilius Constantino, 1999 (tây Colombia)[1]
- Parides eurimedes mycale (Godman & Salvin, 1890) (Panama đến bắc Colombia)[2]
- Parides eurimedes mylotes (H.W. Bates, 1861) (miền nam México to Costa Rica)[3]
- Parides eurimedes timias (Gray, [1853]) (miền tây Ecuador)[1]

## Mô tả
Sải cánh dài 7 đến 8,5 cm (2,8 đến 3,3 in). P. e. mylotes có màu đen đối với con đực và con cái và có một khoảng màu đỏ trên cánh chân sau lưng. Những cánh mũi lưng của con đực có một khoảng hình tam giác màu xanh lá cây. Con cái có một khoảnh màu trắng trên cánh mũi lưng.

## Phân bố và nơi sinh sống
P. eurimedes ở Mexico đến phía bắc Nam Mỹ, ở các khu rừng nhiệt đới.

## Hình ảnh

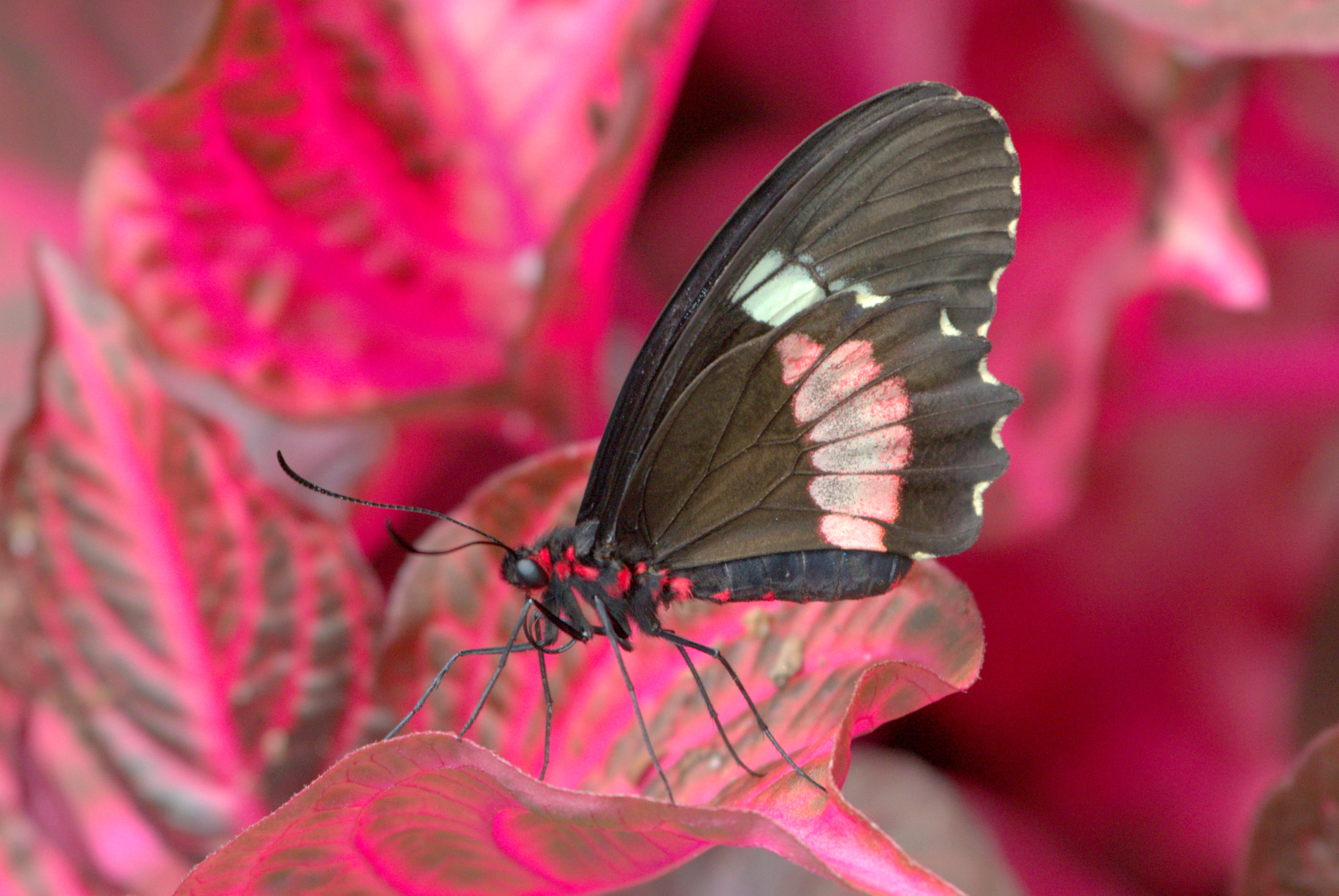
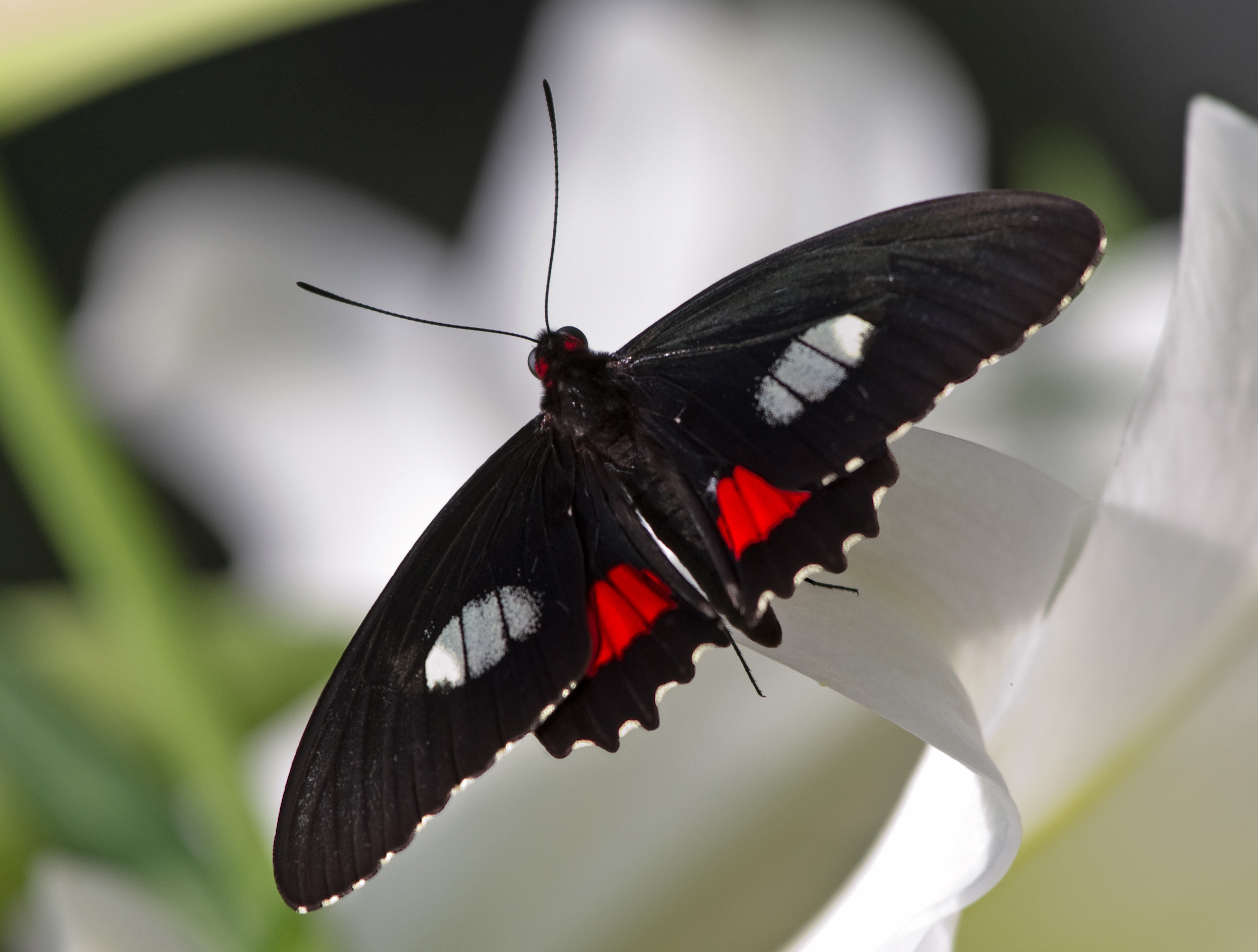
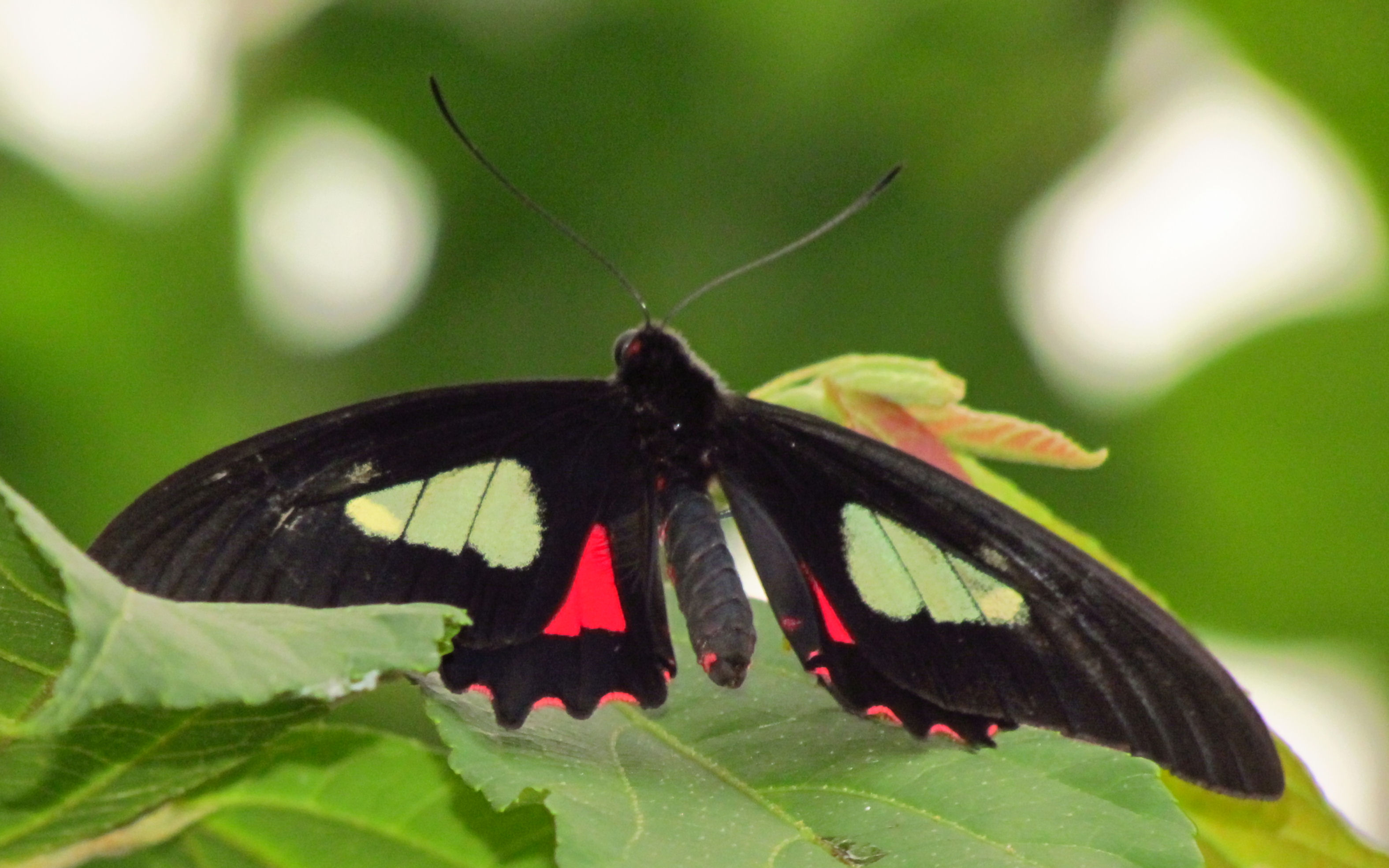
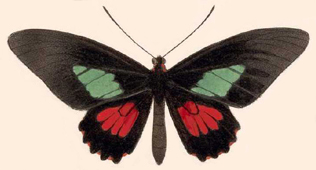